# Spilosoma ningyuenfui
Spilosoma ningyuenfui là một loài bướm đêm thuộc phân họ Arctiinae, họ Erebidae.